# Culicoides biscapus
Culicoides biscapus är en tvåvingeart som beskrevs av Jean-Jacques Kieffer 1925. Culicoides biscapus ingår i släktet Culicoides och familjen svidknott. Inga underarter finns listade i Catalogue of Life.